# Jeanne Hébuterne
Jeanne Hébuterne (6 d'abril de 1898, Meaux, Seine-et-Marne, França - París, 26 de gener de 1920) va ser una pintora francesa, model i musa inspiradora de la seva parella, Amedeo Modigliani.

## Joventut i matrimoni
Filla d'Eudoxie Anaïs Tellier i Achille Casimir Hébuterne, comptable al centre comercial Le Bon Marché els orígens de la família Hébuterne se situen al petit poble de Varreddes, d'on era originari el seu avi patern. Singularment bella, Jeanne va conèixer la comunitat artística de Montparnasse gràcies al seu germà André Hébuterne, llavors pintor novell. Va travar relació amb alguns dels bohemis artistes del barri i va posar per Tsuguharu Foujita. Dotada de cert talent per al dibuix, accedeix a l'Académie Colarossi amb el propòsit d'iniciar una carrera artística. Va ser allí on al març de 1917 va conèixer Amedeo Modigliani a través d'una amiga comuna, l'escultora Chana Orloff (1888-1968), qui acudia a l'Acadèmia, com a molts altres artistes professionals, per aprofitar la presència de models en viu. Aviat va sorgir el romanç entre l'estudiant i el carismàtic artista. Més endavant, ella es va mudar a viure amb Modigliani tot i l'oposició de la seva família, de formació estrictament catòlica.
Aleshores, el pare de Jeanne treballava com a caixer en una merceria. Era un home culte, apassionat per la literatura del segle xvii, convertit al catolicisme, de costums austers, per la qual cosa no va veure amb bons ulls la relació de Jeanne amb el pintor jueu a qui considerava un depravat. Malgrat l'opinió del seu pare, Jeanne es va instal·lar amb Modigliani a la rue de la Gran-Chaumière, en Montparnasse (París), en el taller que havien llogat a l'agent de Modigliani, el poeta polonès Léopold Zborowski.
Jeanne era, en paraules de l'escriptor Charles-Albert Cingria, "una jove amable, tímida, tranquil·la i delicada. Era prima i de baixa estatura, pellroja de pell blanca fins a la pal·lidesa", motiu pel qual Modigliani l'anomenava Coco. La seva figura es va convertir en el tema principal de la pintura de Modigliani. La tardor de 1918 la parella es va mudar a Niça, en la Riviera francesa, on segons el marxant de Modigliani residia una comunitat de rics afeccionats a l'art que apreciarien la seva pintura. El 29 de novembre de 1918, en una clínica obstètrica de Niza, on també tractaven l'avançada tuberculosi de Modigliani, Jeanne va portar al món a un nena a la qual donaria el seu mateix nom. La petita va ser lliurada en néixer a una institució, per assegurar-li unes cures que els seus pares no podien donar-li, però no va ser donada en adopció. Va romandre en la institució fins a la mort de Hébuterne, moment en el qual la germana de Modigliani, que vivia a Florència, va acollir a la petita Jeanne i la va criar. Jeanne Hébuterne Modigliani, de casada Jeanne Nechtschein, va escriure una important biografia sobre el seu pare titulada: Modigliani: home i mite.

## Mort
L'estat de salut de Modigliani no cessava d'agreujar-se, morint finalment de meningitis tuberculosa el 24 de gener de 1920, amb 35 anys. Jeanne, que estava embarassada de 9 mesos del seu segon fill, es va traslladar a la casa paterna al 8 bis, rue Amyot, al districte V de París. L'endemà,quan els seus pares i el seu germà André discutien sobre el seu futur i el dels seus fills il·legítims, Jeanne es va llençar per la finestra del cinquè pis de la seva antiga habitació.
El 27 de gener Modigliani va ser enterrat «com un príncep» en el cementiri de Père-Lachaise després que el seguici fúnebre format per tota la comunitat d'artistes, acompanyés el seu cos pels carrers de París. Jeanne, en canvi, va ser enterrada en secret pels seus pares en el cementiri de Bagneux.
No va ser fins a 10 anys més tard quan Emannuele Modigliani, el germà gran del pintor, va convèncer la família Hébuterne per traslladar les restes de Jeanne a la tomba d'Amedeo. Des de 1930 reposen junts sota l'epitafi: "Companya devota fins al sacrifici extrem".
Van passar més de tres dècades fins que un expert en art va convèncer els hereus d'Hébuterne d'alliberar les seves obres a l'accés públic. A l'octubre de 2000 les seves pintures es van presentar en una important exposició de Modigliani celebrada a Venècia per la Fondazione Giorgio Cini.

## Galeria

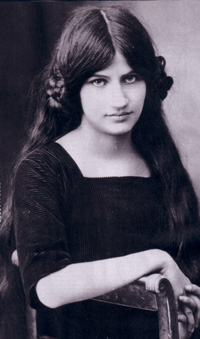
Jeanne Hébuterne.
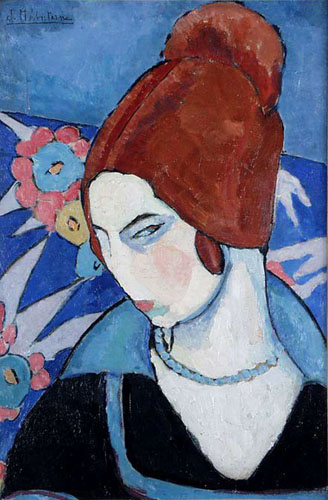
Autoretrat de 1916.
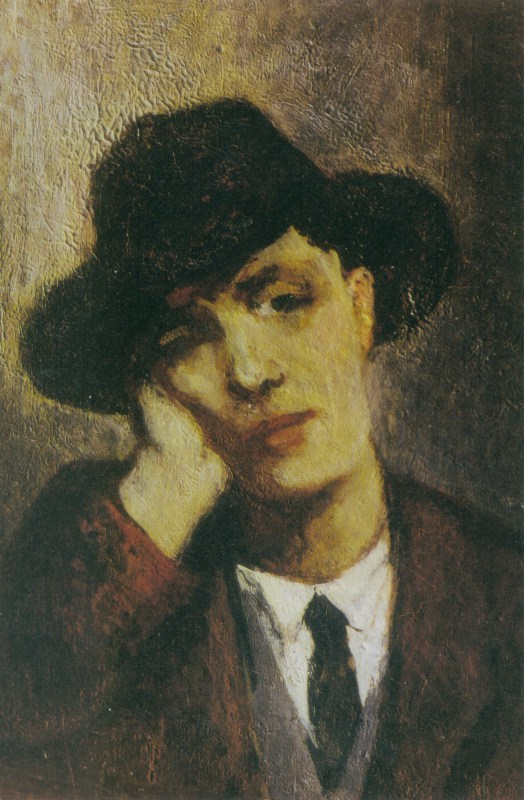
Retrat de Modigliani atribuït a Jeanne Hébuterne.
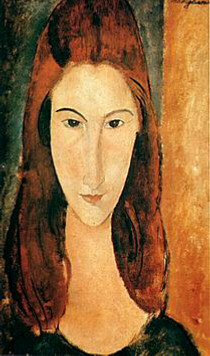
Retrat de Hébuterne per Modigliani el 1917.